# カミンスキー旅団
カミンスキー旅団（カミンスキーりょだん、独: Kaminski-Brigade）は、武装親衛隊の一部隊である。部隊名は、旅団長を務めていたブロニスラフ・カミンスキーに由来する。反共主義のロシア人、ベラルーシ人及び少数のポーランド人で構成されていた。
部隊章は、元から名乗っていたロシア国民解放軍（露:Русская Освободительная Народная Армия)の略号である「РОНА」（ロナ）のキリル文字の下にドイツ軍を象徴する鉄十字を配したものであった。

## 沿革

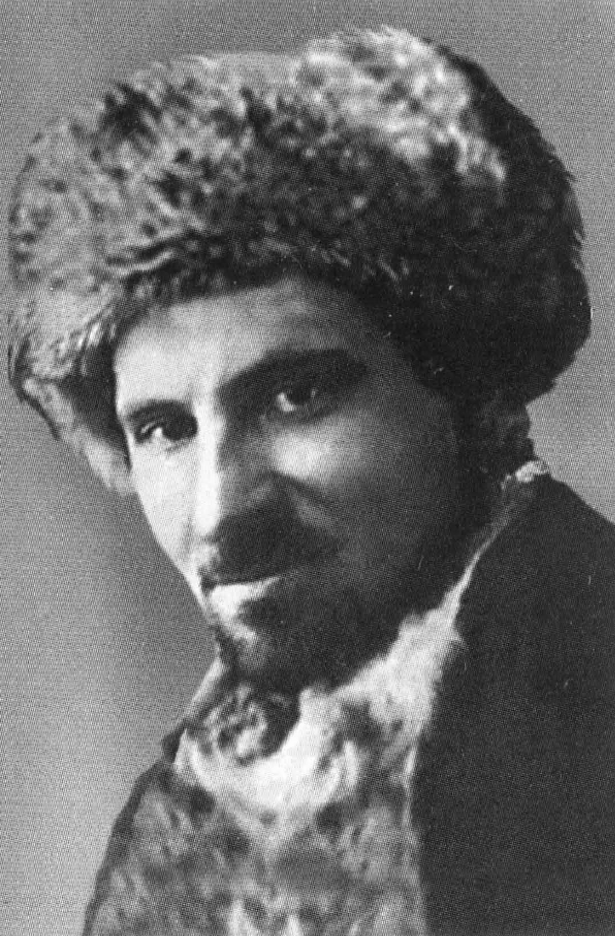
当初、自警組織を率いていたコンスタンティン・ヴォスコボイニク

1941年6月22日、ドイツ軍は、独ソ戦の開始に伴い、ソビエト連邦に侵攻し広大な地域を占領した。
占領地には多数のソ連国民が取り残されることになった。彼らはドイツ軍の攻撃から逃れ、パルチザンとなって抵抗を続ける者もいたが、反ソ感情が強かったバルト地方やウクライナの住民の中には、ドイツ軍を「共産ロシアの圧政からの解放軍」と歓迎し、積極的にドイツ軍の支配に協力する住民も現れた。
パルチザンは、しばしば食糧等の物資を調達するために周辺の町や村を襲撃していたことから、1941年10月にベラルーシのブリャンスク近郊で、親ドイツ派の地元住民によって、このような襲撃から町を守るための自警組織が結成された。これがカミンスキー旅団の起こりである。当初の指揮官はコンスタンティン・ヴォスコボイニク（Воскобойник, Константин Павлович）で、カミンスキーはその補佐を務めていた。
自警組織が結成された直後、その町は、ドイツ軍によって自治権が認められた。そして、反共産主義者のロシア人やベラルーシ人も協力に訪れるようになり、自警組織は市民軍に拡大した。

### ロシア国民解放軍時代

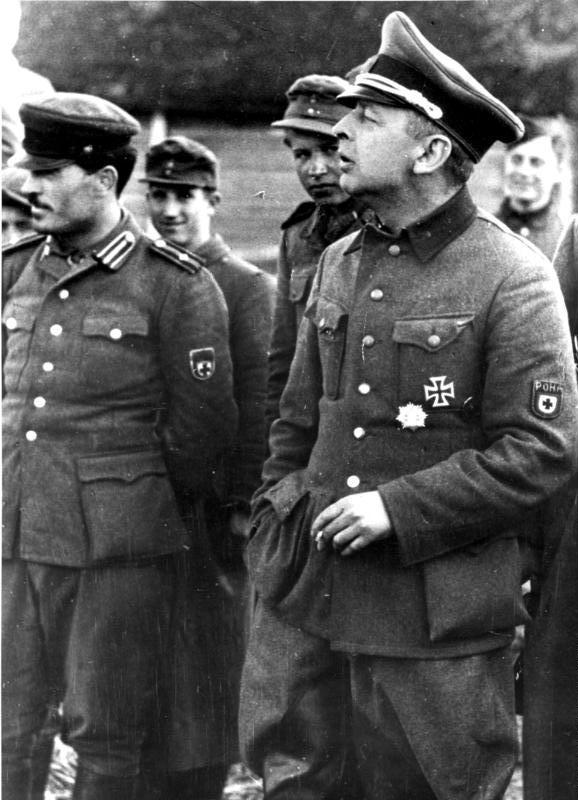
指揮官のブロニスラフ・カミンスキー1944年4月頃撮影

1942年1月8日、隊長のヴォスコボイニクが任務中パルチザンに殺害され、当時隊長代理の職にあったカミンスキーが市民軍の指揮を引き継いだ。この頃の主な活動は、ドイツ軍と共同での占領地の警備任務等であった。1942年末までに市民軍は、約10000名の兵力を擁するようになった。
カミンスキーは、この市民軍に公式の名称として「ロシア国民解放軍」という名称を付け、戦闘部隊としてドイツ軍に協力することを申し出た。ドイツ側はこれを受け入れ、かつ一層の協力の報酬として赤軍から鹵獲した野砲36門及びT-34戦車24両を与えた。これにより解放軍の戦力は大きく増強された。
1943年7月4日から開始されたツィタデレ作戦で解放軍は、ドイツ軍の補給ラインを守る戦いに参加する一方、この頃からパルチザン掃討、パルチザンの協力者摘発の任務に就くようになっていた。隊長のカミンスキーは、徹底した反共産主義者であったことからパルチザンに対して徹底した態度で臨んでおり、ドイツ軍の連絡要員は、解放軍本部の外の絞首台にぶら下がっている遺体を見たことを本部に報告している。
その後、ツィタデレ作戦の失敗とソビエト連邦政府による恩赦等をちらつかせた宣伝工作により、解放軍からの脱走者が相次ぎ、解放軍は維持が不可能と思われる状況になり、ついには第2連隊長がパルチザンへの寝返りを画策した。これは事前に暴露され事なきを得たが、事情を知ったカミンスキーは連隊本部へ直接赴き、第2連隊長を彼の部下の目の前で処刑して解放軍の崩壊を防いでいる。
解放軍は、構成員の多くを脱走により失ったため、後方地域に移動したが、その地域はパルチザン側の勢力地域であったため、かえって激しい戦いに巻き込まれている。このため、1944年初頭にはさらに後方地域へ移動、この時、強制的に集められたベラルーシ人の補充を受けている。

### 武装親衛隊編入後

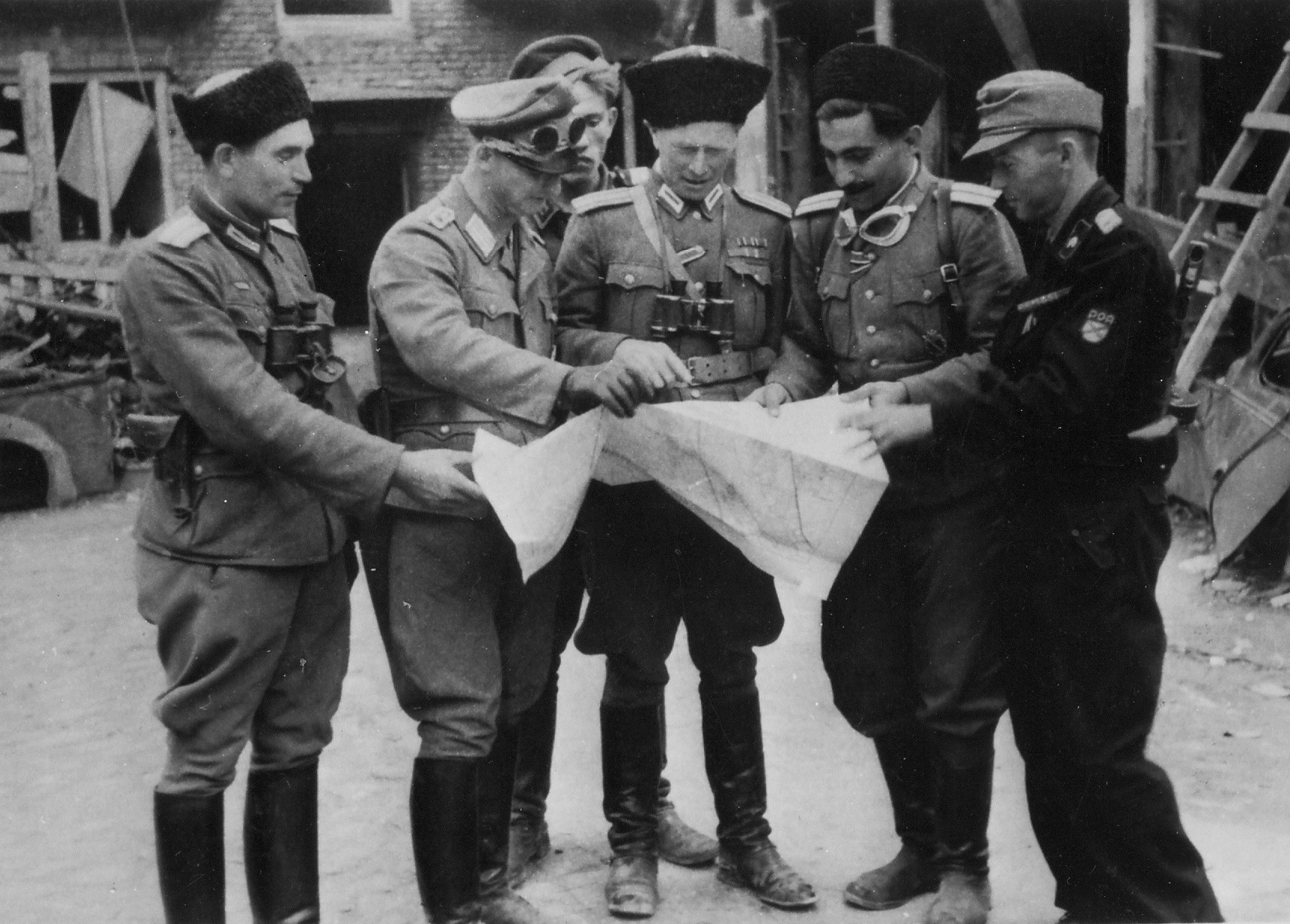
ワルシャワ蜂起時のカミンスキー旅団

1944年3月、ナチス・ドイツに忠誠を誓ったロシア国民解放軍は、正式に武装親衛隊に組み入れられ、同年6月には「カミンスキー特務旅団」の名称が与えられたが、その直後に「SS武装突撃旅団 RONA」に変更されている。そして、隊長のカミンスキーは親衛隊少将に任命されると同時に旅団長にも任命された。
1944年8月、師団に昇格し、「第29SS武装擲弾兵師団」の名称が与えられた。また、同月に発生したワルシャワ蜂起では鎮圧のために動員されたが、虐殺、略奪、婦女暴行などをするばかりで、戦闘ではほとんど役に立たなかった。
師団長のカミンスキーは同月下旬、銃撃を受けた車の中で他殺体となって発見された。親衛隊本部はカミンスキーの部下たちにパルチザンによる襲撃と説明、この直後師団は解散され、第29SS武装擲弾兵師団の名称は、イタリア人部隊に与えられることになった（しかし、カミンスキーの殺害は、彼らによる乱暴狼藉を知った親衛隊隊長のハインリヒ・ヒムラーの指示によるとされている）。
残った師団の構成員は、第600歩兵師団に組み込まれることになったが、責任者のアンドレイ・ウラソフは、メンバーの選抜について厳密な審査を行っている。